# Belarussische Volleyballnationalmannschaft der Männer
Die belarussische Volleyballnationalmannschaft der Männer ist eine Auswahl der besten belarussischen Spieler, die die Belaruskaja Federazyja Walejbola (belarussisch Беларуская федэрацыя валейбола) bei internationalen Turnieren und Länderspielen repräsentiert. Die Mannschaft entstand 1991 nach dem Zerfall der Sowjetunion.

## Geschichte
Die Belarussen konnten sich bisher weder für Weltmeisterschaften noch für Olympische Spiele qualifizieren. Auch World Cup und Weltliga fanden bisher ohne belarussische Beteiligung statt.
2013 konnte man sich zum ersten Mal für eine Europameisterschaft qualifizieren, erreichte aber den vorletzten, 15. Platz. 2015 wurde man gar als Sechzehnter Letzter. 2019 erreichte man den 22. und 2021 den 17. Platz.
An der Volleyball-Europaliga nimmt Belarus seit 2008 teil. Man erreichte stets die Plätze zwischen fünf und acht mit zwei Ausnahmen – 2018 wurde man Vierzehnter und 2019 Zweiter.